# Namibia vid världsmästerskapen i friidrott 2023
Namibia tävlade vid världsmästerskapen i friidrott 2023 i Budapest i Ungern mellan den 19 och 27 augusti 2023.

## Resultat
Namibias trupp bestod av tre idrottare.

### Herrar
Gång- och löpgrenar
| Idrottare             | Gren    | Final    | Final     |
| Idrottare             | Gren    | Resultat | Placering |
| --------------------- | ------- | -------- | --------- |
| Tomas Hilifa Rainhold | Maraton | 2:23.36  | 54        |

Teknikgrenar
| Idrottare        | Gren      | Kval    | Kval      | Final            | Final            |
| Idrottare        | Gren      | Distans | Placering | Distans          | Placering        |
| ---------------- | --------- | ------- | --------- | ---------------- | ---------------- |
| Chenault Coetzee | Längdhopp | 7,55    | 29        | Gick inte vidare | Gick inte vidare |

### Damer
Gång- och löpgrenar
| Idrottare   | Gren    | Final        | Final     |
| Idrottare   | Gren    | Resultat     | Placering |
| ----------- | ------- | ------------ | --------- |
| Alina Armas | Maraton | 2:40.49 0SB0 | 49        |